# Juegos Paralímpicos Alternativos de Rusia 2016
Los Juegos Paralímpicos Alternativos de Rusia 2016 fueron los primeros juegos paralímpicos que se llevaron a cabo de forma paralela y simultánea, los Juegos Paralímpicos Alternativos fueron inaugurados el 7 de septiembre y acabaron el 9 de septiembre de 2016. El evento fue creado por Rusia y tuvo sede en Moscú, después de que el Comité Olímpico Internacional siguiera adelante con su política de exclusión de los atletas rusos.
Los Juegos se llevaron a cabo en la Villa Olímpica de Novogorsk y el Centro Deportivo Ózero Krúgloye, a pocos kilómetros de Moscú. Los atletas compitieron en 18 disciplinas deportivas diferentes, entre las que destacan atletismo, remo, levantamiento de pesas, natación, tiro, fútbol, tenis de mesa y judo.
Durante estos juegos participaron todos aquellos deportistas clasificados para los Juegos Paralímpicos de Río 2016. Los resultados alcanzados fueron comparados con aquellos que lograron los deportistas en Río, como un estímulo para los competidores rusos. Con ello, los atletas "tendrán un incentivo para mostrar sus capacidades, demostrando que merecían ir a los Juegos Paralímpicos", declaró Rima Batálova, vicepresidente del Comité Paralímpico Ruso. Los mejores atletas recibieron premios económicos similares a los que habrían obtenido en los Juegos de Brasil.

## Antecedentes y Creación
Un mes antes de la inauguración de los Juegos Paralímpicos de Río, el Comité Paralímpico Internacional (CPI), tomó la decisión de separar a la delegación rusa de las competencias de Río de Janeiro debido a los resultados del informe de la comisión independiente de la Agencia Mundial Antidopaje liderada por el canadiense Richard McLaren. En la misma se solicitaba la exclusión de Rusia de los Juegos por el supuesto dopaje sistemático por parte de sus deportistas.
A pesar de que Rusia luchó por revertir esta situación presentando una apelación ante el Tribunal de Arbitraje Deportivo de Lausana, la misma fue denegada el 23 de agosto. Posteriormente, más de 175 deportistas rusos solicitaron al CPI la autorización para competir en forma individual sin bandera, pero esta petición fue de igual manera rechazada.
El presidente ruso Vladímir Putin criticó esta decisión, calificándola de "cínica" y "fuera del derecho y la moral", y anunció que Rusia celebraría sus propias competencias. Estos juegos se llevarían a cabo entre el 7 y el 9 de septiembre en la villa olímpica de Novogorsk y el Centro Deportivo Ózero Krúgloye, a pocos kilómetros de Moscú. Los atletas compitieron en 18 disciplinas deportivas diferentes.

### Participantes
En los Juegos Paralímpicos Alternativos de Rusia participaron 44 deportistas rusos cuyas pruebas antidopaje supuestamente fueron manipuladas durante los Juegos Olímpicos de Invierno de Sochi en 2014. Craven, presidente del CPI, lamentó que el programa de dopaje de Estado también haya involucrado al deporte paralímpico, pero exculpó en todo momento a los deportistas y responsabilizó exclusivamente al Estado ruso, al que acusó de corrupción.
Debido a esta exclusión de atletas rusos el presidente Vladímir Putin decidió crear unos juegos paralímpicos alternativos para compensar la exclusión del Comité Internacional.

## Desarrollo

### Apertura
El 7 de septiembre arrancaron en Rusia las competencias deportivas que nuclean a los miembros de la delegación que fueron separados de los Juegos Paralímpicos de Río. 
La apertura de los Juegos Alternativos consintió en música de estrellas del pop ruso en directo y un discurso de Vladímir Putin leído por el ministro de Deportes, la apertura fue realizada en una gran sala de conciertos de Moscú, la selección paralímpica rusa desfilo ante los miles de espectadores que se encontraban en la sala y los que seguían los acontecimientos en televisión.

### Deportes
En los Juegos Alternativos se disputaron 80 eventos en 18 deportes paralímpicos:
- Atletismo
- Fútbol 5
- Fútbol 7
- Judo
- Natación
- Remo
- Rugby en silla de ruedas
- Tenis de mesa
- Tiro

### Récords Mundiales
Los atletas paralímpicos rusos lograron romper 20 récords mundiales , las disciplinas donde se han destacado entra otras, es en salto de longitud, natación y lanzamiento de jabalina. 
Los récords no serán admitidos como válidos por el Comité Olímpico Internacional.